# Live in Poland
Live in Poland – album koncertowy progresywnego zespołu Emerson, Lake & Palmer z występu w katowickim spodku z roku 1997. Pierwotnie został wydany jako bootleg w roku 1997 po tym, jak ówczesny promotor zespołu poprosił muzyków o pozwolenie na wydanie go na rynku lokalnym. Wkrótce, ku niezadowoleniu zespołu, album stał się dostępny na całym świecie. Zespół zgodził się na oficjalne wydanie dopiero w roku 2001.
Lista utworów obejmuje klasyczne kompozycje zespołu (klasyczny początek koncertu, czyli „Karn Evil 9”, „Knife Edge”, „Take a Pebble”, „Lucky Man” oraz „Tarkus” – ten ostatni przedstawiony razem z dwiema częściami ze suity Pictures at an Exhibition − Obrazki z wystawy), jak i utwory z repertuaru Emerson, Lake & Powell − „Touch and Go” oraz „Bitches Crystal” oraz solówki wszystkich trzech członków zespołu (Emerson na fortepianie w 8-minutowym utworze pod numerem 6, Lake na „From the Beginning” i „Lucky Man”, oraz Palmer w trakcie „Blue Rondo a la Turk”).

## Lista utworów
1. „Karn Evil 9: 1st Impression, Pt. 2” (Emerson, Lake) – 5:26
2. „Touch and Go” (Emerson, Lake) – 3:54
3. „From the Beginning” (Lake) – 4:07
4. „Knife Edge” (Emerson, Fraser, Janáček, Lake) – 5:44
5. „Bitches Crystal” (Emerson, Lake) – 4:04
6. „Piano Solo” – 7:57
  - „Creole Dance” (Ginastera)
  - „Honky Tonk Train Blues” (Lewis)
7. „Take a Pebble” (Lake) – 6:36
8. „Lucky Man” (Lake) – 4:21
9. „Medley” – 16:59
  - „Tarkus”:
    - „Eruption” (Emerson)
    - „Stones of Years” (Emerson, Lake)
    - „Iconoclast” (Emerson)
    - „Mass” (Emerson, Lake)

  - „Obrazki z wystawy”: 
    - „Chatka na kurzej stopce” (The Hut of Baba Yaga) (kompozycja Modesta Musorgskiego)
    - „Wielka brama w Kijowie” (The Great Gates of Kiev) (Lake, Musorgski)
10. „Fanfare for the Common Man/Blue Rondo a la Turk” (Brubeck, Copland) – 17:54

- Wydanie austriackie zawiera solo Emersona na klawiszach umieszczone na osobnej ścieżce, a utwór Karn Evil 9 opatrzony został nazwą „Welcome Back”.
- Podczas rejestrowanego koncertu zespół wykonał również kompozycje „Hoedown” oraz „Tiger in a Spotlight” które ostatecznie nie znalazły się na albumie.